# Mandas
Mandas är en ort och kommun i provinsen Sydsardinien i regionen Sardinien i sydvästra Italien. Kommunen hade 2 174 invånare (2017).